# Rodrigo Vidal
Rodrigo Vidal (Ciudad de México, 16 de marzo de 1973) es un actor mexicano que ha participado en varias telenovelas de México y Estados Unidos.

## Biografía
Vidal se encuentra con la actuación al estar paseándose por los pasillos de Televisa y ser confundido con un extra que había faltado a una grabación.
Hizo su debut en el mundo de las telenovelas con la novela Cuando llega el amor a los 16 años de edad, para pasar a ser un actor con una trayectoria impecable, que ha marcado la industria de la televisión por muchos años.
Productor y director de Cine y televisión.

## Trayectoria

### Telenovelas
- La suerte de Loli (2021) - Bruno Torres[1]
- Volver a vivir (2019-2020) - Mario
- Necesito amarte (2018-2019) - Checho Martínez
- Enamorándome de Ramón (2017) - Finito
- Sueño de amor (2016) - Félix Del Pozo
- Los miserables (2014-2015) - Gastón Gordillo
- Rosario (2012-2013) - Padre Bernardo
- El Talismán (2012) -  Francisco "Panchito" Gómez
- Dos hogares (2011-2012) - Víctor
- Hasta que el dinero nos separe (2009-2010) - Jaime del Rincón Ferrán “Jaimito”
- Dulce enamorado (2007-2008) - José
- Olvidarte jamás (2006) - Miguel Montero
- Puro sentimiento (2005-2006) - Manuel
- Ángel rebelde (2004) - Luigi Espaghuetti
- Gata salvaje (2002-2003) - Guillermo Valencia
- Salomé (2001-2002) - Dany / Soraya
- Amigas y rivales (2001) - Armando Del Valle
- Siempre te amaré (2000) - Eduardo Castellanos Robles
- El privilegio de amar (1998-1999) - Artemio Salazar
- Preciosa (1998) - Leonel de la Riva
- María Isabel (1997-1998) - Gilberto
- El secreto de Alejandra (1997) - Matías Monasterio
- El premio mayor (1995-1996) - Diego Rodríguez
- Dos mujeres, un camino (1993-1994) - Ricardo Montegarza
- Baila conmigo (1992) - Samuel
- Atrapada (1991-1992) - Luis
- Cuando llega el amor (1989-1990) - Eduardo "Lalo" Contreras Legarde
- Amor en silencio (1988) - Tomás (adolescente)

### Filmografía
- ¿Qué dicen los famosos? (2022-2023) - Conductor[2][3]
- Top Chef VIP (2022) - Concursante[4]
- Patricia: Secreto de una Pasión (2020) - Productor ejecutivo
- La familia de mi Ex (2017) - Productor ejecutivo, director
- Pecados de una profesora (2008)
- Fotonovela (2008) - Charlie
- La reportera salvage (2006)
- Las vecinas (2006)
- La tregua (2003) - Jaime Santomé
- Amnesia (1994)
- La próxima victoria (1994)
- La venganza del silla de ruedas (1993)
- Ángeles de la muerte (1993)
- Al caer la noche (1992)
- El ganador (1992)
- Dos locos en aprietos (1992)
- Jóvenes perversos (1991)
- El silla de ruedas (1991)
- Crack vicio mortal (1991)
- Emboscada (1990)
- Vieja moralidad (1988) - Alberto

## Premios y nominaciones

### Premios TVyNovelas
| Año  | Categoría                  | Telenovela             | Resultado |
| ---- | -------------------------- | ---------------------- | --------- |
| 1991 | Mejor revelación masculina | Cuando llega el amor   | Nominado  |
| 1994 | Mejor actor joven          | Dos mujeres, un camino | Ganador   |
| 2002 | Mejor actor de reparto     | Salomé                 | Ganador   |